# Секст Корнелий Репентин
Секст Корнелий Репентин (лат. Sextus Cornelius Repentinus) — римский государственный деятель середины II века.
Репентин происходил из всаднического рода. Карьеру он начал сборщиком налогов (лат. advocatus fisci), прошёл через несколько должностей и достиг поста префекта претория во время правления императора Антонина Пия и Марка Аврелия. На пике карьеры Репентин получил звание vir clarissimus. Его сыном был, вероятно, Корнелий Репентин.